# Kettil Karlsson
Kettil Karlsson, van het huis Wasa (1433 - 11 augustus 1465) was een Zweeds geestelijke en regent van Zweden tijdens de Kalmarunie. Hij was de zoon van Karl Kristiernsson (Wasa) en Ebba Eriksdotter (Krummedige).
Van 1459 tot aan 1465 was Kettil bisschop van Linköping. In 1464 werd hij aangesteld als regent van Zweden en leidde hij met de hulp van Sten Sture de Oudere een opstand tegen Christiaan I van Denemarken, die Karel VIII van Zweden had afgezet. Na de Slag bij Harakar op 17 april werd Karel opnieuw koning voor 6 maanden. 
Toen Karel opnieuw was verdreven nam Kettil voor de tweede maal het regentschap waar tot aan 11 augustus 1465, toen hij aan de gevolgen van een pestepidemie overleed.